# Gracz (film 2014)
Gracz (ang. The Gambler) – amerykański dramat kryminalny w reżyserii Ruperta Wyatta, którego premiera odbyła się 10 listopada 2014 roku.
Zdjęcia do filmu były realizowane w Las Vegas i Los Angeles.
Film zarobił 39 mln dolarów.

## Obsada
Źródło: Filmweb

- Mark Wahlberg – Jim Bennett
- Brie Larson – Amy Phillips
- Jessica Lange – Roberta
- Amin Joseph – księgowy Neville’a
- John Goodman – Frank
- Michael K. Williams – Neville Baraka
- Emory Cohen – Dexter
- Griffin Cleveland – młody Jim
- George Kennedy – Ed
- Richard Schiff – Jubiler
- Andre Braugher – Dean Fuller
- Emory Cohen – Dexter
- Domenick Lombardozzi – Duży Ernie
- Anthony Kelley – Lamar Allen

i inni.